# Vepris arushensis
Vepris arushensis là một loài thực vật thuộc họ Rutaceae. Đây là loài đặc hữu của Tanzania.